# Hatsune Miku: Colorful Stage!
Hatsune Miku: Colorful Stage! (подзаголовок «Brand New World», посвящённый 3-й годовщине) — мобильная ритм-игра, созданная Sega в сотрудничестве Colorful Palette, Craft Egg, и Crypton Future Media. Игра была выпущена на Android и iOS 30 сентября 2020 года в Японии, 30 сентября 2021 года на Тайване, 7 декабря 2021 года в мире, 20 мая 2022 года в Южной Корее и 25 сентября 2023 года в Юго-Восточной Азии.
Игра является спин-оффом серий игр Hatsune Miku: Project DIVA, представляющая 5 новых групп, такие как Leo/need, MORE MORE JUMP!, Vivid BAD SQUAD, Wonderlands x Showtime, и 25-ji, Nightcord de., каждой из них в которых находятся по 4 человека (кроме Virtual Singer).

## История
30 апреля 2020 года была открыта форма регистрации закрытого бета-теста игры, и они были закрыты 2 мая 2020 года в 12 часов дня по японскому времени. Затем они вновь открылись 17 июня 2020 года и закрылись 19 июня 2020 года.
22 июля 2020 года открылась предварительная регистрация, которая имела награды за определённое количество пользователей, которые предварительно регистрировались в игре. 22 августа 2020 года была анонсирована дата выхода.
4 сентября была открыта пробная версия игры, в ней были представлены три песни. 30 сентября 2020 года состоялся релиз.

## Игровой процесс
Суть игры состоит в том, что игроку надо постукивать ноты, слайды (англ. slides), флики (англ. flicks), и специальные жёлтые ноты в ритм песни, чтобы получать очки. Игровой процесс очень знаком с игрой от SEGA, Chunithm и игрой от Bushiroad, BanG Dream! Girls Band Party (сокращённо Bandori).
Игроку даётся 1,000 очков здоровья на прохождение песни. С помощью специальных навыков участников группы, игрок может исцеляться, приумножать очки, и увеличивать точность нажатия на время. Игроки могут выбрать сложность песни и скорость нот по своему вкусу. Также в игры присутствует энергия, с помощью которого можно приумножать награды, присвоенные после прохождения песни. Игра с энергией необязательна.
Игроки также получают очки опыта, проходя песню или слушая диалоги персонажей, которые встречаются по мирам или в местах. Такие диалоги полностью озвучены с 2.5D анимацией с помощью технологии Live2D, и их диалоги изображаются в стиле визуальной новеллы.
В игре встречается система гатя, которая используется для покупки персонажей. Редкость оценивается по звездам (4 звезды — очень редкая), гати можно купить с помощью игровой валюты Кристаллы, они бывают бесплатными, заработанные в игре, и платные, купленные за реальные деньги.
В игре есть функция, где можно посетить виртуальные концерты групп (англ. virtual live), получив дополнительные награды после участия.
Изначально, при релизе игра содержала 28 песен. По данным мая 2024 года, игра содержит более 400 песен. Приблизительно 4 песен добавляют в игру каждый месяц. У этих песен есть две версии: оригинальная (в игре: «Virtual Singer Version» или «Inst. version», если в нём нет текста песни) и версия SEKAI. Некоторые песни также имеют клипы (в игре: MV), есть три вида: 3DMV (клип в виде 3D), 2D (клип в виде 2D) и оригинальный (Original Song MV). Если у него нет хотя-бы одного вида клипа, то песня играется со статическими 2D фоном.

## Сюжет

### Вступление
Сюжет разворачивается в Сибуя, Токио, Хацунэ Мику и другие поют песни от авторов со всего мира, но они также существуют в другом мире, называемый «SEKAI» (яп. セカイ) — загадочный мир, различающегося от другого мира, который был создан истинными чувствами человека, основанные на визуальных образах. Сколько SEKAI, столько и эмоций, которые меняются в зависимости от эмоций человека. Цель игры — помочь персонажам и их приключениям найти свои истинные чувства с помощью группы «Virtual Singer».
Чтобы войти в SEKAI, некий должен найти и сыграть в песню «Untitled» (с англ. «Безымянный»). У этой песни нет ни мелодий, ни звука, ни текста, но создана в то же время, что и SEKAI. Она также таинственным образом есть в их устройствах, независимо: приставка, планшет, телефон, часы, телевизор и компьютер. Когда они сыграют песню «Untitled», они смогут путешествовать между реальным миром и миром SEKAI. Как только человек сможет раскрыть свои истинные чувства, песня будет содержать мелодию и текст, которую можно воспроизводить, как и её название.

### Истории групп
У каждой из пяти групп есть своя собственная история, сосредоточившись на свои «истинных чувств»:
- Leo/need: Ичика Хошино желает восстановить свои воспоминания со своими подругами детства Темна Саки, Мочизуки Канами, и Хиномори Шико, чтобы они снова стали вместе, поскольку в средней школе случались некие обстоятельства, и их отношения становились более напряженными. Как только она вошла в School SEKAI, Ичика увидела Хацунэ Мику в стиле панк-рока. Она посоветовала Ичике Хошино, чтобы она поделилась своими чувствами друзьями. Позже она и её друзья создали свою банду, чтобы восстановить отношения между собой и узнавать воспоминания через музыку.

- MORE MORE JUMP!: Минори Ханасато всегда страстно хотела стать идолом. Несмотря на то, что её попытки прослушивания были провальными, она всё равно не сдаётся и надеется пройти прослушивание в один день. Позже Минори пришла на Stage SEKAI, где увидела Хацунэ Мику, сильно похожую на идола, которая вдохновила её осуществить её мечты. Затем, она сформировала группу из трёх бывших идолов (Киритани Харука, Момои Айри, Хиномори Шизуку), которые вскоре завершили свою карьеру из-за проблем с агентствами.

- Vivid BAD SQUAD: Кохане Азусава была глубоко увлечена уличной музыкой после того, как случайно наткнулась на выступление Ан Ширайши. Кохане Азусава, очарованная её пением, присоединилась к Ан, чтобы также стать уличным музыкантом, а позже они объединились с коллегами-музыкантами Акито Шинономэ и Тойя Аояги. Кохане вошла в Street SEKAI, и встретила Мику в стиле хип-хопа, а позже они объединились, чтобы превзойти легенду.
- Wonderlands x Showtime: Тенма Тсукаса всегда хотел сделать её болеющую сестру Саки счастливой, но после того, как прошло время, он не знал, почему хотел стать звездой, а затем он устроился на подработку в Phoenix Wonderland, но популярная сцена Wonder Stage, на которую он был назначен, опустела и потеряла популярность. Позже, он встретил Эму Отори, которая помогла восстановить театру былую славу. К ним присоединились Нене Кусанаги и Руи Камиширо, и они создали свою музыкальную театральную группу, затем отправились в Wonderland SEKAI, где встретили Хацунэ Мику, похожую на клоуна, надеющуюся на спасение славы того самого театра.
- Nightcore at 25:00: Канаде Ёисаки уже оставалась на домашнем обучением и становится замкнутой в себе после инцидента, который случился с её отцом, делающий великолепную музыку. Позже она сформировала подпольную музыкальную секцию с тремя онлайн-знакомыми Мафую Асахина, Эна Шинономе, и Мизуки Акияме, которые общаются через платформу «Nightcord» и встречаются в 25 часов (1 часов ночи). Никто из них не знает реальную идентификацию или имя, поэтому они обращались по псевдонимам, которые имели участницы группы. Канаде Ёисаки была затянута в Empty SEKAI, и Хацунэ Мику убеждала её, чтобы Канаде помогла спасти Мафую, автор текстов группы, который таинственно исчезла за неделю до этого события.

## Разработка и выпуск

### Разработка

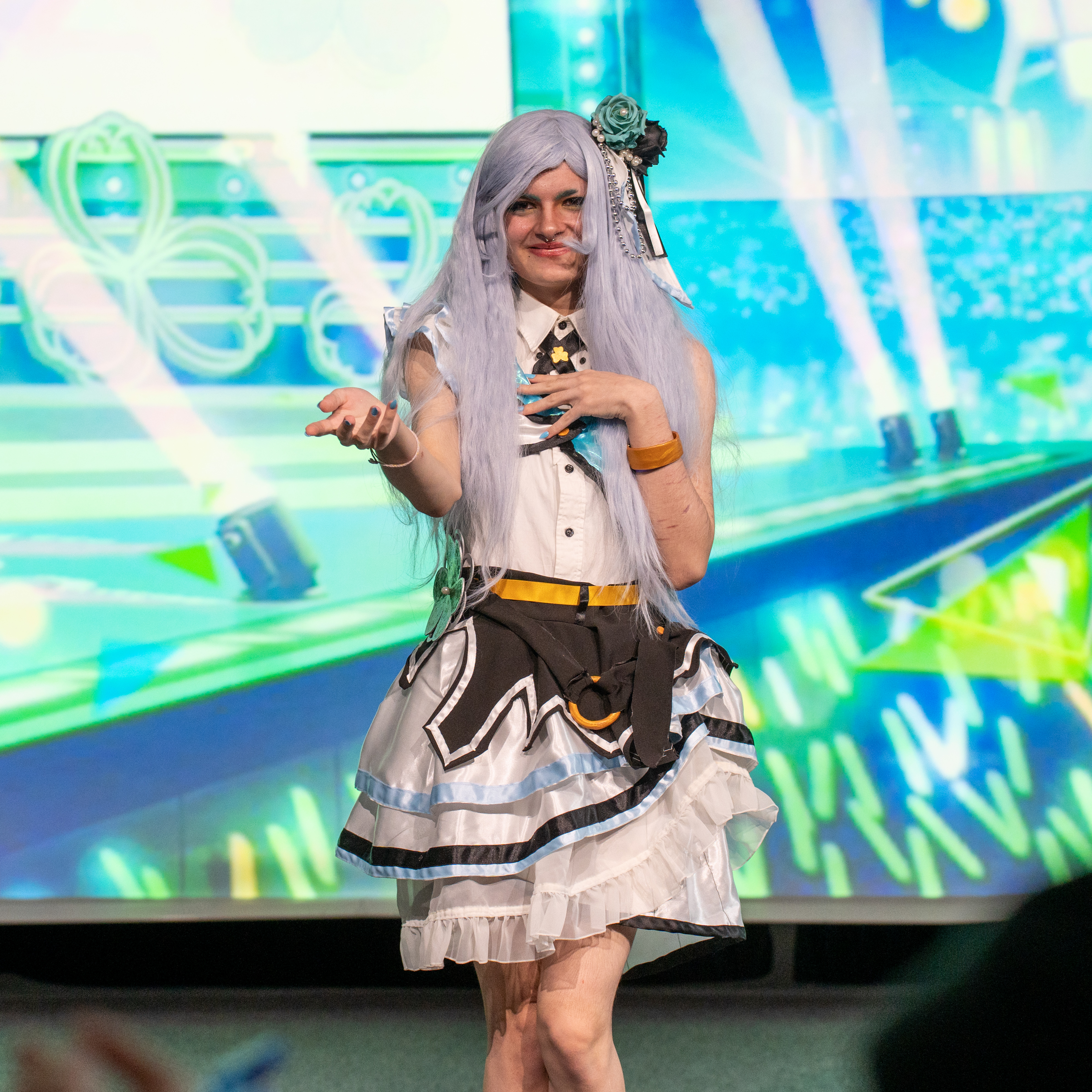
Косплей Хиномори Шизуку (Japan Impact 2023, Швейцария)

Игра впервые была анонсирована в 2019 году во время события Magical Mirai 2019. Игра разрабатывалась с помощью игрового движка Unity, движком для анимации персонажей Live2D, и Piapro Studio NT для синтезирования речи. Она разрабатывалась новой дочерней компанией Craft Egg от CyberAgent, Colorful Palette. Юитиро Кондо, первый продюсер игры Girls Band Party, также является продюсером данной игры. Разработка игры началась в 2017 году и изначально Craft Egg полностью разрабатывала игру, но Кондо подумал, что необходимо избежать ситуации когда проект будет конфликтовать с развитием игры Girls Band Party, поэтому они создали Colorful Palette совместно с основными участниками Craft Egg внутри компании.
Название этой игры представляет собой песни от различных исполнителей, которые годами используют программное обеспечение Vocaloid. История рассказывается в стиле визуальной новеллы и музыкального фильма. Дизайн и концепция игры отличается от других игр, связанных с Хацунэ Мику, таких как Hatsune Miku: Project DIVA от Sega, где игрок и Хацунэ Мику встречаются в игре. Говорится, что это «работа, которая воплощает существование Хацунэ Мику», и исследует взаимосвязь между людьми и музыкой. Причина этой идеи была «привлечение молодого поколения к Vocaloid-музыке и музыке из интернета».

### Релиз
Изначально, игра должна была открыть предварительную регистрацию в конце апреля, но было отложено из-за пандемии COVID-19. Позже, предварительные регистрации начались 17 июля 2020 года. Sega поставила цель количества предварительных регистраций. В сентябре 2020 года, те, кто участвовал в предварительной регистрации, получили награды в день релиза.
30 сентября 2021 года вышла тайванская версия игры с серверами от Ariel Network.
7 декабря 2021 года вышла глобальная версия игры.
20 мая 2022 года вышла корейская версия игры с серверами от Nuverse.
25 сентября 2023 года вышла китайская версия игры.

## Отзывы и критика
По данным 2021 года, игра превысила более 5 миллионов активных игроков и получила положительные рецензии. Игра также попала в 9-е место в самых обсуждаемых игр Твиттера 2021 года.

## Другие медиа-ресурсы

### Аниме-сериал
Аниме-сериал Petit SEKAI (яп. ぷちセカ, puchiseka) был анонсирован во время прямой трансляции, посвящённой первой годовщине игры. Аниме-сериал содержит 10 серий с длительностью от 2 до 3 минут, которые транслировались на телеканале Tokyo MX. Спустя некоторое время, серии публиковались на официальном YouTube-канале. Персонажи имеют рисовку в стиле тиби, а также сериал содержит немного шутливую историю, которая отличается вовсе от оригинальной в игре. Премьера состоялась 13 января 2022 года, и после премьеры были опубликованы официальные английские субтитры.

#### Эпизоды
| №  | Название | Дата премьеры                                                  |
| -- | --- | -------------------------------------------------------------- |
| 1  | «Разговоры после практики» транслит..: «Renshū no Ato to Ieba» (ориг..: 練習の後といえば)                            | январь 13, 2022                                                |
| 2  | «Вперед, борись! Нененгер V» транслит..: «Tatakae! Nenengā V» (ориг..: 戦え！ネネンガーV)                            | январь 20, 2022                                                |
| 3  | «Талант идола» транслит..: «Aidoru no Sainō» (ориг..: アイドルの才能)                                                | январь 27, 2022                                                |
| 4  | «Кохане и её уличный дебют!» транслит..: «Kohane Sutorīto DEBUT!» (ориг..: こはね寿鳥糸DEBUT！)                      | февраль 3, 2022                                                |
| 5  | «Можем ли мы остановится в 25:00?» транслит..: «25ji Yamenai?» (ориг..: 25時やめない？)                              | февраль 10, 2022                                               |
| 6  | «Стиль Leo/need» транслит..: «Reonīdo Sutairu» (ориг..: レオニードスタイル)                                          | февраль 17, 2022 март 15, 2022 (повторно загружено на YouTube) |
| 7  | «Через время и пространство, Wonderhoy~!» транслит..: «Jikū o Koete Wandaho~i!» (ориг..: 時空を超えてわんだほーい！) | февраль 24, 2022                                               |
| 8  | «Стань вирусным, MMJ!» транслит..: «Bazure! Momojan!» (ориг..: バズれ！ モモジャン！)                                | март 3, 2022                                                   |
| 9  | «Слухи о панкейках» транслит..: «Uwasa no Pankēki» (ориг..: 噂のパンケーキ)                                          | март 10, 2022                                                  |
| 10 | «Эпизод про лапшу быстрого приготовления» транслит..: «Kappu Rāmen Kai» (ориг..: カップラーメン回)                   | март 17, 2022                                                  |

### Фильм
17 января 2025 года в Японии вышел полнометражный аниме-фильм по мотивам этой игры — Colorful Stage! The Movie: A Miku Who Can't Sing (рус. Colorful Stage! В Кино: Мику — Которая Не Умеет Петь). На кассовых сборах за первые 3 дня после выхода, фильм собрал 300 миллионов иен. Позднее вышел фильм и в Северной Америке 17 апреля 2025 года.

## Коллаборации
В декабре 2023 года прошла коллаборация с персонажами франшизы Sanrio.
В феврале 2025 года, у Hatsune Miku: Colorful Stage прошла коллаборация с одной подобной аниме музыкальной ритм-игрой. 

## Факты
- Пол Акиямы Мизуки, участника группы 25-ji, Nightcord de., является неизвестным[19].
- По данным мая 2024 года, игра содержит более 400 песен для игры.